# Liste von Schiffen der sowjetischen Marine
Die Liste von Schiffen der sowjetischen Marine führt nach Typen und Klassen sortiert Schiffe auf, die im Dienst der sowjetischen Marine (von 1918 bis 21. Dezember 1991) standen.

## Boote
siehe Boote der sowjetischen und russischen Marine.

## Korvetten
- Projekt 1239 (Russische Marine)
- Grischa-I-Klasse
- Grischa-II-Klasse
- Grischa-III-Klasse
- Grischa-IV-Klasse
- Grischa-V-Klasse
- Nanuchka-I-Klasse
- Nanuchka-II-Klasse (nur Export)
- Nanuchka-III-Klasse
- Nanuchka-IV-Klasse
- Tarantul-I-Klasse
- Tarantul-II-Klasse
- Tarantul-III-Klasse
- Tarantul-IV-Klasse
- Projekt 133.1M
- Pauk-I-Klasse
- Pauk-II-Klasse (Russische Marine)
- Poti-Klasse

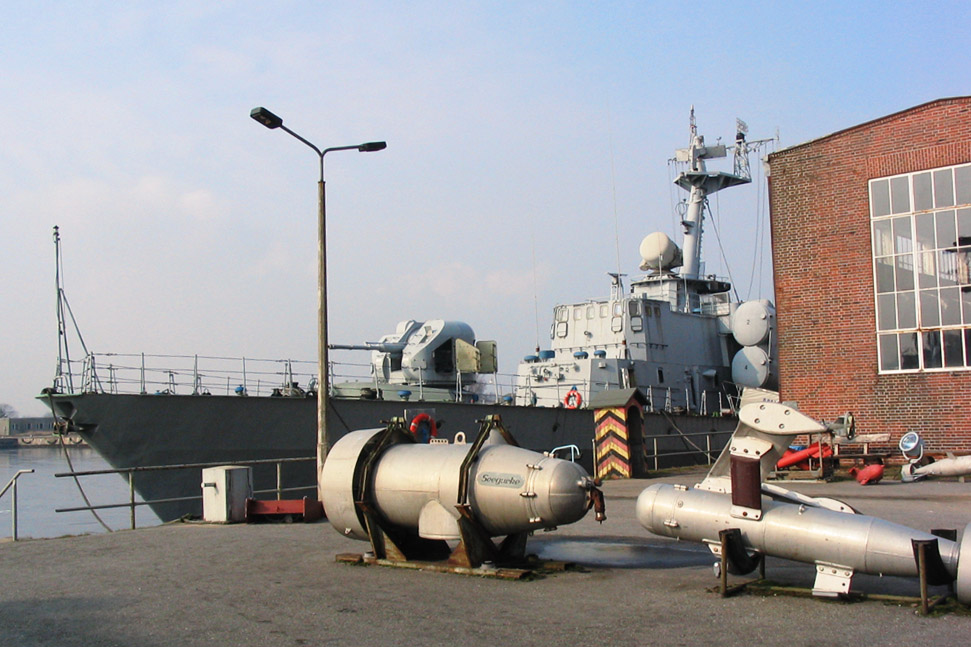
Korvette der Tarantul-1-Klasse in Peenemünde

- Swjetljak-Klasse (Russische Grenztruppen)
- Stereguschtschi-Klasse (Russische Marine)

## Fregatten
- Kriwak-I-Klasse
- Mod-Kriwak-I-Klasse
- Kriwak-II-Klasse
- Petya-Klasse
- Projekt 1159
- Projekt 50
- Projekt 35
- Kola-Klasse
- Projekt 11661 (Russische Marine)
- Neustraschimy-Klasse (Russische Marine)

## Zerstörer
- Nowik
- Leitenant-Iljin-Klasse – 2 Einheiten
- Isjaslaw-Klasse – 2 Einheiten
- Leningrad-Klasse – 6 Einheiten
- Gnewny-Klasse
- Kaschin-Klasse
  - Komsomolez Ukrainy (Косомолец Украины – Komsomolze der Ukraine; 1960)
  - Soobrasitelny (Сообразительный – Der Findige; 1961)
  - Proworny (Проворный – Der Gewandte; 1962)
  - Obraszowy (Образцовый – Der Vorbildliche; 1964)
  - Odarjonny (Одарённый – Der Begabte; 1964)
  - Otwaschny (Отважный – Der Kühne; 1964)
  - Stereguschtschi (Стерегущий – Der Behütende; 1966)
  - Krasny Kawkas (Красный Кавказ – Roter Kaukasus; 1966)
  - Reschitelny (Решительный – Der Entschlossene; 1966)
  - Strogi (Строгий – Der Strenge; 1967)
  - Smetliwy (Сметливый – Der Scharfsinnige; 1967)
  - Krasny Krym (Красный Крым – Rote Krim; 1969)
  - Sposobny (Способный – Der Fähige; 1970)
  - Skory (Скорый – Der Flinke; 1971)
- Kaschin-Mod
  - Ognewoj – (Огневой – Der Feurige; 1963)
  - Slawny – (Славный – Der Ruhmreiche; 1965)
  - Stroiny – (Стройный – Der Ebenmäßige; 1965)
  - Smyschljony – (Смышлёный – Der Gescheite; 1966)
  - Smely – (Смелый – Der Mutige; 1968)
  - Sderschanny – (Сдержанный – Der Beherrschte; 1972)
  - Rajput (gebaut für die Indische Marine) (1980)
  - Rana (gebaut für die Indische Marine) (1982)
  - Ranjit (gebaut für die Indische Marine) (1983)
  - Ranwir (gebaut für die Indische Marine) (1986)
  - Ranwijai (gebaut für die Indische Marine) (1988)
- Sowremenny-Klasse
  - Sowremenny – (Современный – Der Moderne; 1980)
  - Otschajanny – (Отчаянный – Der Gnadenlose; 1982)
  - Otlitschny – (Отличный – Der Perfekte; 1983)
  - Osmotritelny – (Осмотрительный – Der Vorsichtige; 1984)
  - Besupretschny – (Безупречный – Der Untadelige; 1985)
  - Bojewoj – (Боевой – Der Kriegerische; 1986)
  - Stojki – (Стойкий – Der Treue; 1986)
  - Okryljonny – (Окрылённый – Der Beflügelte; 1987)
  - Burny – (Бурный – Der Feurige; 1988)
  - Gremjaschtschi – (Гремящий – Der Donnernde; 1988), ursprünglich Weduschtschi – (Ведущий – Der Führende)
  - Bystry – (Быстрый – Der Schnelle; 1989)
  - Rastoropny – (Расторопный – Der Prompte; 1989)
  - Besbojasnenny – (Безбоязненный – Der Unerschrockene; 1990)
  - Besuderschny – (Безудержный – Der Hartnäckige; 1991)
  - Bespokojny – (Беспокойный – Der Ruhelose; 1992)
  - Nastojtschiwy – (Настойчивый – Der Beharrliche; 1993), ursprünglich Moskowski Komsomolez – (Московский комсомолец – Moskauer Komsomolze)
  - Besstraschny – (Бесстрашный – Der Furchtlose; 1994)
  - Waschny – (Важный – Der Wichtige; 1999; als Hangzhou an die chinesische Marine)
  - Wdumtschiwy – (Вдумчивый – Der Nachdenkliche; 2000; als Fuzhou an die chinesische Marine)
- Udaloj-I-Klasse
  - Udaloj – (Удалой – Der Kühne; 1980)
  - Vize-Admiral Kulakow (1980)
  - Marschal Wassilewski (1982)
  - Admiral Sakarow (1982)
  - Admiral Spiridonow (1983)
  - Admiral Tribuz (1983)
  - Marschal Schaposchnikow (1985)
  - Seweromorsk (1985)
  - Admiral Lewtschenko (1987)
  - Admiral Winogradow (1987)
  - Admiral Karlamow (1988)
  - Admiral Pantelejew (1990)
- Udaloj-II-Klasse
  - Admiral Tschabanenko (1995)
  - Admiral Basisty (unvollendet)
  - Admiral Kutscherow (unvollendet)

## Kreuzer
- Pallada-Klasse (1901–1956)
  - Aurora (1903–1956)
- Kirow-Klasse (1938–1970)
  - Kirow
  - Woroschilow
  - Maxim Gorki
  - Molotow
  - Kalinin
  - Kaganowitsch
- Swerdlow-Klasse (1952–1998)
  - Swerdlow (1952–1989)
  - Dscherschinski (1952–1988)
  - Ordschonikidse (1952–1963) verkauft an Indonesien
  - Schdanow  (1952–1990)
  - Alexander Newski (1952–1989)
  - Admiral Nachimow (1953–1960)
  - Admiral Uschakow  (1953–1987)
  - Admiral Lasarew (1953–1986)
  - Alexander Suworow  (1953–1989)
  - Admiral Senjawin (1954–1989)
  - Dmitri Poscharski  (1954–1987)
  - Oktjabrskaja Rewoljuzija  bis 1957 Molotowsk (1954–1987)
  - Murmansk  (1955–1992)
  - Michail Kutusow (1954–1998)
  - Admiral Kornilow (unvollendet abgebrochen)
- Kynda-Klasse (1962–2002)
  - Grosny (1962–1991)
  - Admiral Fokin (1964–1993)
  - Admiral Golowko (1964–2002)
  - Warjag (1965–1990)
- Kresta-I-Klasse (1967–1994)
  - Wize-Admiral Drosd (1968–1990)
  - Wladiwostok (1969–1991)
  - Sewastopol (1969–1989)
  - Admiral Sosulja (1967–1994)
- Kresta-II-Klasse (1969–1993)
  - Kronschtadt (1969–1991)
  - Admiral Isakow (1970–1993)
  - Admiral Nachimow (1971–1991)
  - Admiral Makarow (1972–1992)
  - Chabarowsk ehemals Marschal Woroschilow (1973–1992)
  - Admiral Oktjabrski (1973–1993)
  - Admiral Isatschenkow (1974–1992)
  - Marschal Timoschenko  (1975–1992)
  - Wassili Tschapajew (1976–1993)
  - Admiral Jumaschew (1977–1992)
- Kara-Klasse (1968–1971)
  - Nikolajew (1971–1992)
  - Otschakow (1973–2010)
  - Kertsch (1974–2020)
  - Asow (1975–1998)
  - Petropawlowsk (1976–1997)
  - Taschkent (1977–1992)
  - Wladiwostok (1979–1994)
- Slawa-Klasse (1982–)
  - Moskwa, ursprünglich Slawa (Слава – Ruhm) (1982–2022)
  - Marschall Ustinow, ursprünglich Admiral Flota Lobow (1986–)
  - Warjag (Варяг – Der Waräger) ursprünglich Tscherwona Ukraina (ukrainisch Червона Украина – Rote Ukraine) (1989–)
  - Ukraina, ursprünglich Admiral Flota Lobow und Komsomolez, unvollendet im Besitz der Ukraine

## Landungsschiffe
- Projekt 1174
  - Iwan Rogow
- Projekt 1171
- Projekt 775

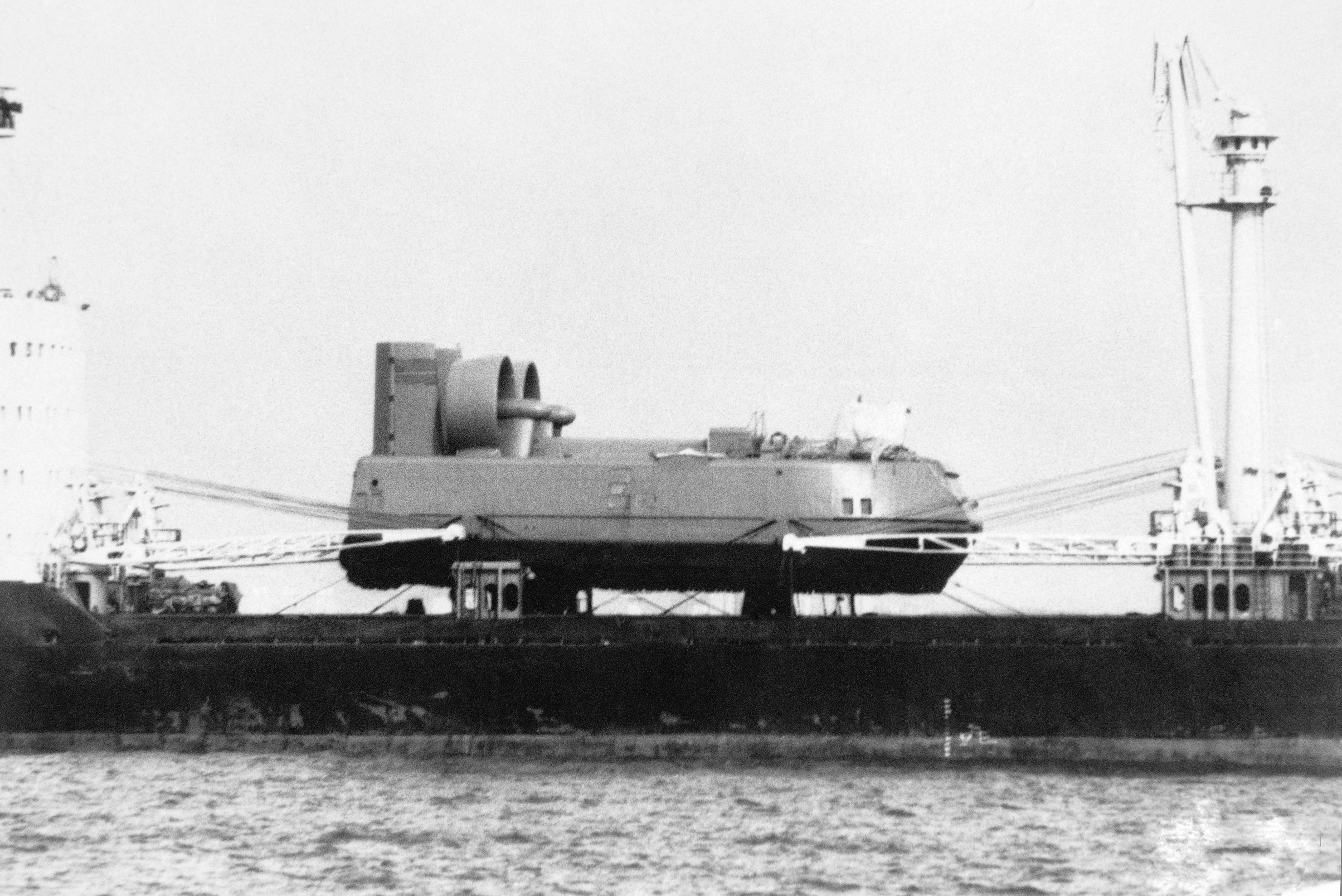
Luftkissenboot der Lebed-Klasse, Aufnahme aus dem Jahr 1985

  - Kostjantyn Olschanskyj (1985–1996, ab 1996 ukr. Marine)
- Projekt 1206
- Projekt 1232.1
- Projekt 1232.2

## Schlachtkreuzer
- Projekt 1144 (1980–)
  - Kirow, später Admiral Uschakow (1977–)
  - Frunse, später Admiral Lasarew (1984–1994)
  - Kalinin, später Admiral Nachimow (1988–1999)
  - Juri Andropow, später Pjotr Weliki (1998–)
  - Dscherschinski (unvollendet)

## Schlachtschiffe
- Conte-di-Cavour-Klasse
  - Noworossijsk, früher die italienische Giulio Cesare (1949–1955)

## Flugdeckkreuzer
- Moskwa-Klasse (1964–1991)
  - Moskwa (1964–1991)
  - Leningrad (1968–1991)
- Kiew-Klasse (1972–1997)
  - Kiew (1972–1993)
  - Minsk (1975–1993)
  - Noworossijsk (1978–1993)
  - Baku (1982–1995)
- Kusnezow-Klasse (1985–)
  - Kusnezow (1985–)
  - Warjag (unvollendet)
- Uljanowsk-Klasse
  - Uljanowsk (unvollendet, 1991 bei 40 % abgebrochen)
  - Unbenannt

## Unterseeboote
- Liste russischer und sowjetischer U-Boot-Klassen

### SS/SSK
- Zulu-Klasse
- Whiskey-Klasse
  - U-359
- Quebec-Klasse
- Romeo-Klasse
- Foxtrot-Klasse
  - B-37 (?–1962)
  - B-427 Skorpion (1971–1994)
- Tango-Klasse
  - U-434
- Bravo-Klasse
- Kilo-Klasse
- Losos-Klasse

### SSB
- Golf-II-Klasse
  - K-129 (?–1968), berühmt aufgrund der CIA-Bergungsoperation mit der Hughes Glomar Explorer (siehe Azorian-Projekt)

### SSG
- Whiskey Twin Cylinder
- Whiskey Long Bin
- Juliett-Klasse (1962–1994)
  - K-77 (1965–1994)
  - U-461 (1965–1991)

### SS (Unterstützung)
- India-Klasse
- Beluga-Klasse
- Lima-Klasse

### SSN
- November-Klasse (1958–?)
  - K-3 Leninski Komsomol (1958–?)
  - K-8 (?–1970)
  - K-159 (1963–1989)
- Victor-I-Klasse
- Victor-II-Klasse
- Victor-III-Klasse
- Alfa-Klasse
- Mike-Klasse, Nachfolger der Alfa-Klasse
  - K-278 Komsomolez (1978–1989)
- Sierra-I-Klasse
- Sierra-II-Klasse
- Sierra-III-Klasse
- Akula-I-/Bars-Klasse
- Akula-II-Klasse

### SSBN
- Hotel-Klasse
  - K-19 (1959–1991)
  - K-33 (1969–1990)
  - K-55 (1962–?)
  - K-178 (1962–?)
  - K-40 (1962–1990)
  - K-16 (1963–1990)
  - K-145 (1963–?)
  - K-149 (1964–1990)
- Yankee-I-Klasse
  - K-140 Leninez
  - K-26
  - K-32
  - K-216
  - K-207
  - K-210
  - K-249
  - K-253
  - K-395
  - K-408
  - K-411
  - K-418
  - K-420
  - K-423
  - K-426
  - K-415
  - K-403
  - K-245
  - K-214
  - K-219
  - K-228
  - K-241
  - K-444
  - K-399
  - K-434
  - K-236
  - K-389
  - K-252
  - K-258
  - K-446
  - K-451
  - K-436
  - K-430
- Yankee-II-Klasse (1968–?)
- Yankee-Sidecar-Klasse
- Yankee-Pod-Klasse
- Yankee-Stretch-Klasse
  - K-219 (?–1986)
- Projekt 667B
- Projekt 667BD
- Projekt 667BDR
- Projekt 667BDRM
- Typhoon-Klasse (1981–)

### SSGN
- Projekt 659
  - K-131
- Projekt 661
  - K-222 (1970–1988)
- Yankee-Notch-Klasse
- Charlie-I-Klasse
- Charlie-II-Klasse
- Oscar-I-Klasse
- Oscar-II-Klasse
  - Kursk

### SSN (Auxiliary)
- Uniform-Klasse
- Granay-Klasse

### Andere
- - K-27 (1962–1981)
  - Maljutka-Klasse
  - S-13

## Lazarettschiffe
- Jenissej («Енисей») in der Schwarzmeerflotte,
- Irtysch («Иртыш») und
- Ob («Обь») in der Pazifikflotte
- Swir («Свирь») in der Nordflotte.